# Pierre Armengol
Pour les articles homonymes, voir Saint Pierre et Armengol.
Pierre Armengol ou Armengaud (1238-1304) est un religieux mercédaire espagnol, qui a survécu à son martyre à Béjaïa (Algérie), et mené une vie d'ascèse dans un couvent du royaume d'Aragon. Son culte a été reconnu par Innocent XI en 1686 et en 1687. Sa mémoire se célèbre le 27 avril.

## Biographie

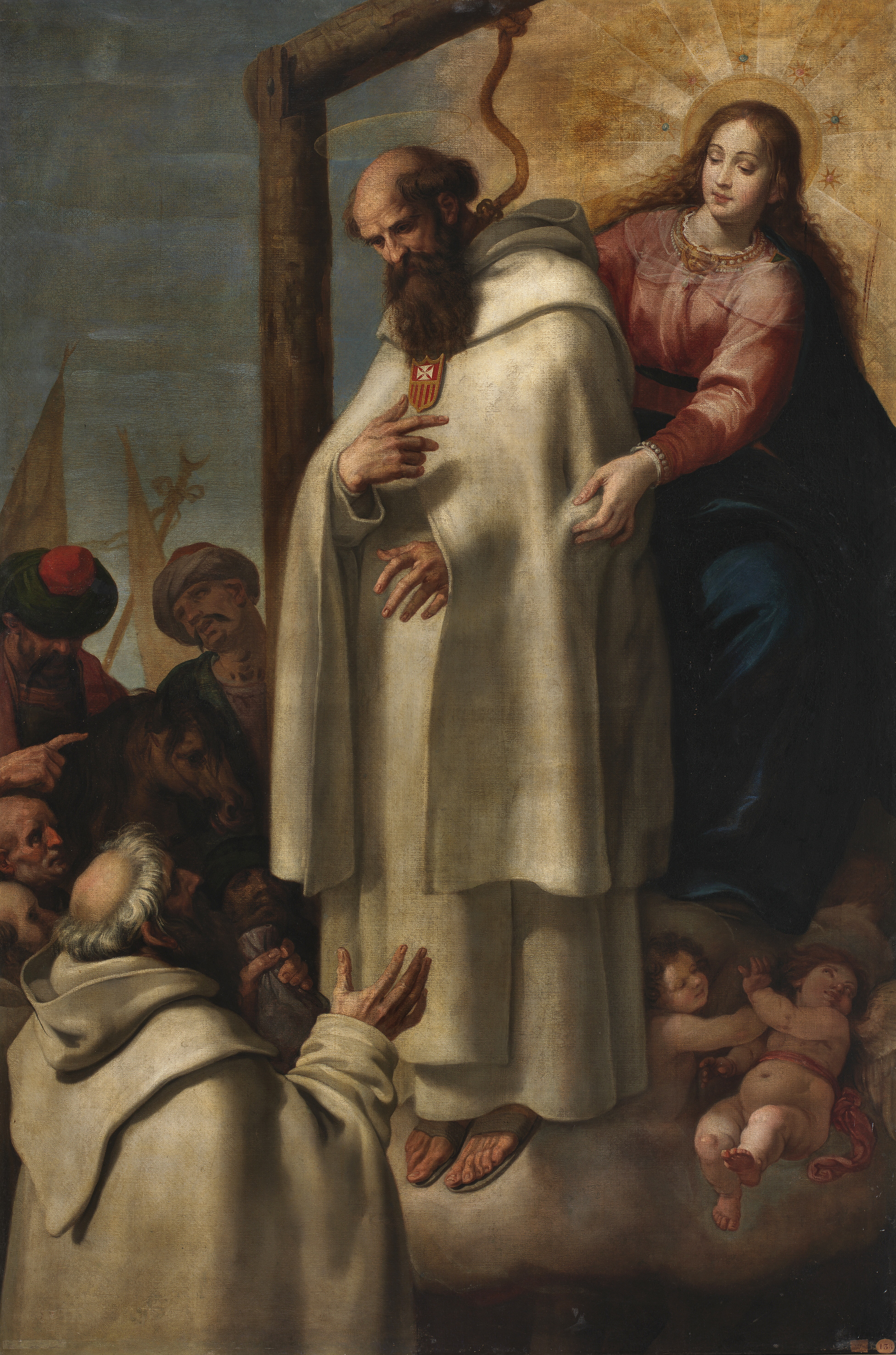
Martyre de Pierre Armengol, Vicente Carducho, premier tiers du XVII, musée du Prado, Madrid.

Pedro est né à la Guardia del Prats (Tarragone). Il est le fils d'Arnaldo Armengol, apparenté aux comtes d'Urgell. Après une enfance sans histoire dans une famille estimée, il devient bandit de grand chemin, par la faute de mauvaises fréquentations. Mais un jour, au cours d'une expédition, il se retrouve face à son père, qui conduit une troupe d'hommes en arme, enrôlés par Jacques Ier d'Aragon pour assainir la région, infestée de brigands de son espèce. Cette rencontre inattendue, épée contre épée, bouleverse le jeune homme, qui dépose les armes, implore le pardon de son père et décide de changer de vie. Ayant échappé à la prison grâce à la bonne réputation paternelle, il se fait admettre chez les Mercédaires, bien décidé à s'attirer, par la pénitence, la miséricorde de Dieu.
Accueilli dans l'ordre par Guillaume de Bas, successeur du fondateur Pierre Nolasque, il accomplit son noviciat en 1258. Après quoi, conformément au charisme de l'ordre, il se voit confier des missions de rédemption en territoire musulman, c'est-à-dire de rachat de captifs, susceptibles d'être réduits en esclavage par les Maures. C'est ainsi qu'il œuvre d'abord dans les royaumes de Grenade et de Murcie, puis en Algérie, rachetant en l'espace de deux mois trois cent quarante-six esclaves, qu'il fait ensuite rapatrier. En 1266, il se trouve à Bougie (actuellement Bejaïa), où il rachète cent dix-neuf chrétiens, parmi lesquels il compte des confrères. Manquent cependant trente mille ducats pour racheter dix-huit jeunes gens.
Fidèle au quatrième vœu de la profession religieuse des mercédaires, Pedro s'offre alors en otage à la place des prisonniers, le temps qu'un autre mercédaire ramène la somme exigée par les ravisseurs. La date d'échéance étant arrivée sans que l'argent ait été versé, et Pedro s'étant attiré, par son activisme chrétien, l'hostilité de ses geôliers, ceux-ci le suspendent à un gibet, et c'est dans cette pénible situation que le découvre, au jour suivant, Guillaume de Florence, porteur de la rançon. Mais si Pedro a bel et bien été pendu, il n'est cependant pas mort : une conservation inespérée, qu'il attribuera à l'intervention miraculeuse de la Vierge Marie. Revenu en Espagne, le cou tordu, il gardera cette séquelle de son supplice, le reste de sa vie durant. Retiré au couvent Santa Maria del Prats, dans sa région natale, il y décède, en odeur de sainteté, le 27 avril 1304.

## Postérité
Quelques jours après le décès de Pierre Armengol, sa biographie fut écrite par devant notaire, et signée par des témoins de sa vie, parmi lesquels Guillaume de Florence. Le 28 mars 1686, le pape Innocent IX confirmera la sentence de culte immémorial délivrée par la Congrégation des rites, et fixera au 27 avril la mémoire du bienheureux Pierre Armengol. En 1687, il inscrira celui-ci au Martyrologe romain, et concédera aux Mercédaires l'autorisation de célébrer la messe et de réciter l'office du commun des martyrs en l'honneur du nouveau saint.